# Nasrat Al Jamal
Pour les articles homonymes, voir Jamal.
Nasrat Al Jamal (arabe : نصرت الجمال), né le 1er juillet 1980 au Liban, est un joueur de football international libanais, qui évoluait au poste de milieu de terrain.

## Biographie

### Carrière en sélection
Nasrat Al Jamal reçoit 27 sélections en équipe du Liban entre 2000 et 2009, inscrivant trois buts. 
Il dispute un match rentrant dans le cadre des éliminatoires du mondial 2006, et quatre matchs rentrant dans le cadre des éliminatoires du mondial 2010.
Il participe avec l'équipe du Liban à la Coupe d'Asie des nations 2000 organisée dans son pays natal.

## Palmarès
- Champion du Liban en 2006 et 2007 avec Al Ansar
- Vainqueur de la Coupe du Liban en 2001 avec Al Tadamon ; en 2006, 2007, 2010 et 2012 avec Al Ansar